# Overprotected
"Overprotected" é uma canção da cantora norte-americana Britney Spears, gravada para o seu terceiro álbum de estúdio e homónimo. Foi composta e produzida por Max Martin e Rami Yacoub, sendo que a sua gravação decorreu entre 2000 nos estúdios Maratone em Estocolmo, Suécia. Musicalmente, deriva do género europop e a sua sonoridade é composta através de sintetizadores, juntando ainda acordes de guitarra. A nível lírico, o tema fala sobre uma moça que se sente bastante protegida e que deseja viver a sua vida com o seu próprio livre-arbítrio. Britney considerou que os adolescentes poderiam identificar-se com a letra, devido ao facto de retratar a forma "organizada" como os outros lidam com a sua vida.
A canção foi lançada digitalmente a  2001 na loja iTunes, sendo posteriormente promovida também em CD single e vinil, através da Jive Records para servir como segundo single do projeto. A recepção por parte da crítica em relação à música foi mista, em que alguns observaram a faixa como uma forma de Spears libertar-se, no entanto, outros consideraram um risco visto que a cantora é reconhecida no panorama artístico desde da sua infância. Mais tarde, de forma a reforçar a sua divulgação, foi lançada uma remistura do tema trabalhada por Rodney Jerkins. Comercialmente, após o seu lançamento, a obra teve um desempenho moderado nas tabelas musicais, alcançando a lista das dez mais vendidas em países como a Finlândia, Irlanda, Itália, Noruega, Suécia e Reino Unido.
No vídeo musical, dirigido por Billie Woodruff, as cenas retratam a a artista a dançar dentro de uma fábrica abandonada, enquanto interpreta a letra da música. Foi ainda lançado um teledisco para "The Darkchild Remix", dirigido por Chris Applebaum, em que Spears está numa discoteca a divertir-se com o grupo de amigos. O single foi interpretado ao vivo diversas vezes, como nas digressões Dream Within a Dream Tour em 2001 e The Onyx Hotel Tour em 2004. Recebeu ainda a nomeação para a categoria "Best Female Pop Vocal Performance" na cerimónia anual de entrega de prémios dos Grammy Awards de 2003.

## Antecedentes e divulgação
Durante a digressão mundial Oops!... I Did It Again World Tour em 2000, a cantora revelou que sentia-se inspirada por músicos de hip-hop como Jay-Z e The Neptunes, e queria criar um som mais excêntrico. em fevereiro de 2001, Britney assinou um contrato promocional de 7-8 milhões de dólares com a Pepsi, e mais tarde, lançou outro livro co-escrito com a sua mãe, intitulado A Mother's Gift. Nesse mesmo mês, a artista começou a gravar material para o seu terceiro disco de originais, em que as sessões para "Overprotected" decorreram no Maratone Studios em Estocolmo, na Suécia até abril de 2001. Os vocais de apoio foram providenciados por Spears e Boss Lady, sendo que a mistura foi concebida por Martin e Rami. O tema e o álbum foram lançados no mesmo período, em Novembro, e numa entrevista para o jornal escocês Daily Record, a jovem concluiu o seguinte: "Posso relacionar "Overprotected com uma base pessoal, porque me sinto demasiadamente protegida. Quando quiser sair, tem de ser tudo organizado com antecedência. Acho que os outros adolescentes da minha idade podem relacionar-se [com a canção] num certo ponto".
Após o seu lançamento a 11 de novembro de 2001, a música foi interpretada ao vivo pela primeira vez na turné Dream Within a Dream Tour. Durante a atuação, Spears dançou ao som da canção, cercada por luzes de laser. O vídeo que serviu como pano de fundo mostrava imagens da cantora careca, sendo que o seu cabelo crescia ao ritmo que a melodia aumentava. No entanto, foi posteriormente removido por razões desconhecidas. Depois do anúncio da extensão da digressão em 2002, foram feitas algumas alterações ao alinhamento, substituindo a versão original pela "The Darkchild Remix". A remistura foi mais tarde promovida na The Onyx Hotel Tour em 2004, no início e após "Toxic". Além disso, Britney também apresentou a faixa durante programas de televisão, como Top of the Pops no Reino Unido, Viva Interaktiv na Alemanha e na Euro Disney. Esta última, foi incluída no DVD da edição especial e limitada do disco, sob o nome "Lights, Camera, Action". No filme de estreia da cantora em 2002, Crossroads, nos créditos é mostrada uma performance também.

## Estilo musical e letra
"Overprotected" é uma canção de tempo moderado que deriva do género europop, produzida por Max Martin e Rami Yacoub. De acordo com a partitura publicada pela Universal Music Publishing Group, a música foi escrita em compasso simples e num tempo moderado com um metrónomo de 96 batidas por minuto. Composta na nota mi bemol maior, possui um alcance vocal que vai desde da nota baixa de lá bemol para a mais alta em dó. Vários analistas compararam a sonoridade da canção aos trabalhos anteriores da cantora, como "...Baby One More Time" e "Oops!... I Did It Again".
Liricamente, a faixa fala sobre uma rapariga que está cansada de ser manipulada pelas pessoas mais próximas e afirma que não precisa que lhe digam o que fazer, algo que é expresso através das passagens como "Vais ter de ver pela minha perspetiva / Preciso de cometer erros para aprender sobre quem eu sou / E não quero ser tão protegida". Dana Alice Heller, autora de Makeover television: realities remodelled, afirmou que com o tema, "Spears aborda o problema de ser uma estrela adolescente cuja vida pessoal e profissional é controlada por outros". Heller comparou ainda a canção com o reality show de 2005, Britney & Kevin: Chaotic, e considerou que a artista dá "um passo em direção à independência, provocando uma rebelião contra os pais excessivamente controladores e os seus padrões [de educação]".

## Remisturas
Depois de ter sido contratado pela Jive Records, Rodney Jerkins revelou que a editora discográfica queria uma "remistura que fosse insana". Jerkins afirmou que a mistura tem "um ritmo hip-hop old school" e que considerava muito positivo porque "é um elemento [que Spears] nunca teve". "Estive acordado a noite toda. [Tem a mesma] letra, apenas reproduzi a faixa", afirmou. "The Darkchild Remix" foi planeado para inicialmente ser enviado para as rádios norte-americanas a meio do mês de março de 2002; contudo, foi apenas lançado a 1 de abril do mesmo ano. Após a sua receção positiva maioritariamente em ambientes de discoteca, Rodney confidenciou que não estava surpreendido pela sua popularidade, uma vez que, "[Britney" reinventou-se. "Todas as pessoas achavam que ela iria regressar com outro 'Oops!... I Did It Again', mas mostrou antes um 'I'm a Slave 4 U', que é basicamente um estrondo de discoteca. Temos de felicitar as pessoas que se reinventam a si próprias. Sempre disse que ela ia ser uma das pessoas que estaria presente a cada minuto, porque vejo isso nela". O músico finlandês Jaakko Salovaara também criou duas remisturas a partir da canção, intituladas "JS16 Dub" e "JS16 Remix", sendo que mais tarde, a última foi incluída no alinhamento da banda sonora do filme da cantora, Crossroads.

## Receção pela crítica
"Tudo o que é contraditório e frustrante sobre Britney Spears, é apresentado na sua segunda música. 'Preciso de cometer erros para aprender sobre quem eu sou / E não quero ser tão protegida", rosna o orgulho da nossa rainha em "Overprotected", com a sua voz a oscilar entre a impaciência e agressão. Que bom para ela, pensa você, até que percebe que a faixa produzida por Max Martin é praticamente o mesmo europop vigoroso dos seus discos anteriores. Spears pode proclamar que não tem medo de cometer um "erro", mas a música é um estudo de gestão de risco".

—David Browne da Entertainment Weekly na sua análise sobre a canção e álbum.
Após o seu lançamento, a música recebeu críticas mistas por parte dos média especializados. Stephen Thomas Erlewine da base de dados Allmusic disse que a canção, juntamente com "I'm Not a Girl, Not Yet a Woman" e "What It's Like to Be Me", "são momentos cruciais no terceiro álbum de Britney Spears, o registo onde esta se esforça para aprofundar a sua personalidade (não a mesma coisa que a sua personagem, é claro), tornando-se mais adulta, enquanto [que permanece] ainda reconhecidamente a mesma Britney". Jocelyn Vena do canal televisivo MTV considerou que em temas como "Overprotected" e "Let Me Be", a cantora "parecia estar a deixar escapar a sua angústia adolescente, enquanto que Kyle Anderson do blogue MTV Newsroom afirmou, "o primeiro e real rubor com a emancipação do passado [da cantora] pop teen veio com ['Overprotected']".
O jornalista Robert Christgau confidenciou que a obra e "Cinderella" são "os destaques de Britney, ao dizer, "quase a primeira adolescente não-terrivelmente-brilhante a aproximar-se do auto-conhecimento através das palavras dos outros". Nikki Tranker da publicação on-line PopMatters escreveu que a música "é uma reminiscência absoluta de singles anteriores, 'Oops! I Did It Again' e 'You Drive Me Crazy' [sic]", ao comentar que a artista "canta sobre como livrar-se das correntes femininas ao seu redor, [também] se queixa sobre a sua necessidade de espaço no turbilhão que é a sua vida, e permite-nos saber que não precisa de ninguém para lhe dizer o que fazer". Devido à sua aclamação crítica, em 2003, a faixa recebeu uma nomeação na categoria "Best Female Pop Vocal Performance" para a cerimónia anual dos Grammy Awards.

## Vídeos musicais

### Versão original

Numa das cenas do vídeo original de "Overprotected", as paredes com várias manchetes sobre a cantora começam a fechar-se, prevalecendo a metáfora de "superproteção".

O primeiro vídeo musical para "Overprotected" foi dirigido por Bille Woodruff, produzido sob a Geneva Films e coreogrado por Brian Friedman. Numa entrevista à revista Harper's Bazaar em 2011, Spears relembrou o trabalho, afirmando o seguinte: "Acho que diz muito. Foi dirigido tão bem, foi realmente colorido e a dança foi incrível". A trama começa com a cantora a conduzir um carro, a escapar dos média intrusivos, com uma parte da versão instrumental da sua canção do mesmo álbum "Bombastic Love" a tocar. A jovem caminha por um beco e resolve entrar numa fábrica abandonada, à espera que os intrusos decidam sair do seu caminho. Quando entra no prédio, começa a dançar pelo armazém. Os dançarinos da artista, seguem os seus passos ao longo da cena. No final do vídeo, são mostrados segmentos de Spears numa sala com paredes cobertas de fotos e artigos sobre si mesma. Estas paredes vão-se aproximando e afastando, elevando a metáfora de "superproteção".

### The Darkchild Remix
O teledisco para o "The Darkchild Remix" foi dirigido por Chris Applebaum e gravado durante o primeiro fim-de-semana de Março de 2002 em Los Angeles, na Califórnia. A sua produção foi concebida pela A Band Apart Productions, enquanto que a coreografia também foi criada por Friedman. O projeto foi filmado em 23 horas, sendo que Applebaum ficou impressionado com Spears pela sua "resistência e paciência na sessão de maratona, que terminou às 5h00min". De acordo com Joe D'Angelo da MTV, o vídeo "promove a sua cruzada 'I'm Not a Girl, Not Yet a Woman' para fugir da sua imagem adolescente, enquanto ela e cinco amigos mais espertos que o guarda-costas, com o velho truque 'estão a precisar de ti noutro lado', fogem de um hotel a caminho de uma discoteca dos subúrbios". O seu lançamento ocorreu a 26 de março de 2002.
O trabalho começa com imagens de Britney e os seus amigos num quarto de hotel, onde um repórter de televisão critica a forma como a cantora utiliza a sua indumentária mais sensual e reveladora para publicidade. A própria e o seu grupo demonstram descontentamento com a reportagem, e decidem enganar o guarda-costas ao telefone para poderem sair à vontade e aproveitar o dia. Seguem-se cenas entre a saída do hotel e sequências de dança, em direção a uma discoteca. Contudo, quando chegam ao edifício são surpreendidos por vários paparazzi e começam a executar um rotina de dança no meio da chuva. No final do vídeo, enquanto entram no clube todos molhados, o tabloide exibe mais uma notícia negativa sobre o sucedido.

## Formatos e faixas
A versão single de "Overprotected" é composta pela música original e a sua remistura The Darkchild Remix, com uma duração de seis minutos e trinta e sete segundos. Foram ainda lançados um CD single para o Reino Unido e outro para o Japão, e finalmente, um disco de vinil com seis faixas.
| Descarga digital |                                       |         |  |
| N.º              | Título                                | Duração |  |
| 1.               | "Overprotected" (remasterizada)       | 3:18    |  |
| 2.               | "Overprotected" (The Darkchild Remix) | 3:19    |  |
| Duração total:   | Duração total:                        | 6:37    |  |

| CD single no Reino Unido |                                              |         |  |
| N.º                      | Título                                       | Duração |  |
| 1.                       | "Overprotected" (versão do álbum)            | 3:19    |  |
| 2.                       | "Overprotected" (JS16 Remix)                 | 6:07    |  |
| 3.                       | "I'm a Slave 4 U" (Thunderpuss Mixshow Edit) | 6:05    |  |
| Duração total:           | Duração total:                               | 15:31   |  |

| CD single no Japão |                                   |         |  |
| N.º                | Título                            | Duração |  |
| 1.                 | "Overprotected" (versão do álbum) | 3:19    |  |
| 2.                 | "Overprotected" (JS16 Remix)      | 6:07    |  |
| 3.                 | "Overprotected" (JS16 Dub)        | 5:24    |  |
| Duração total:     | Duração total:                    | 14:50   |  |

| Vinil |                                                         |         |  |
| N.º   | Título                                                  | Duração |  |
| 1.    | "Overprotected" (The Darkchild Remix)                   | 3:20    |  |
| 2.    | "Overprotected" (The Darkchild Remix) (edição de rádio) | 3:06    |  |
| 3.    | "Overprotected" (The Darkchild Remix) (instrumental))   | 3:20    |  |
| 4.    | "Overprotected" (edição de rádio)                       | 3:18    |  |
| 5.    | "Overprotected" (versão do álbum)                       | 3:18    |  |
| 6.    | "Overprotected" (instrumental)                          | 3:16    |  |

## Desempenho nas tabelas musicais
"Overprotected" conseguiu obter um desempenho comercial positivo na Europa. Em França, chegou ao décimo quinto lugar como melhor posição e foi certificada com disco de prata pela Syndicat National de l'Édition Phonographique (SNEP) por mais de 125 mil unidades vendidas e atingindo a segunda posição da tabela musical sueca. Na Suécia, seguiu o mesmo exemplo pelas mais de 10 mil cópias distribuídas através da Grammofon Leverantörernas Förening (GFL). A canção também alcançou as cinco mais vendidas de países como Itália, Reino Unido e Roménia, enquanto que na Bélgica, Finlândia, Irlanda e Noruega ficou-se pela lista das dez melhores. Nos Estados Unidos, na semana de 4 de maio de 2002, "The Darkchild Remix" alcançou o 86.º lugar na Billboard Hot 100, onde permaneceu por mais cinco edições. Também conseguiu entrar na Pop Songs em 37.º no dia 25 do mesmo mês e ano. Na Austrália, o single foi certificado também com ouro pela Australian Recording Industry Association (ARIA) e ficou-se pelo décimo sexto lugar na tabela.
| Tabela musical (2002)                                      | Melhor posição |
| ---------------------------------------------------------- | -------------- |
| Austrália - ARIA Singles Chart                             | 16             |
| Bélgica - Ultratop (Flandres)                              | 9              |
| Bélgica - Ultratop (Valónia)                               | 14             |
| Canadá - Canadian Hot 100 · (The Darkchild Remix)          | 22             |
| Dinamarca - Tracklisten                                    | 6              |
| Espanha - PROMUSICAE                                       | 14             |
| Estados Unidos - Billboard Hot 100 · (The Darkchild Remix) | 86             |
| Estados Unidos - Top 40 Mainstream · (The Darkchild Remix) | 37             |
| Europa - Music & Media                                     | 8              |
| Finlândia - Suomen virallinen lista                        | 7              |
| França - SNEP                                              | 15             |
| Irlanda - IRMA                                             | 9              |
| Itália - FIMI                                              | 5              |
| Noruega - VG-lista                                         | 9              |
| Países Baixos - Mega Single Top 100                        | 12             |
| Reino Unido - UK Singles Chart                             | 4              |
| Roménia - Romanian Top 100                                 | 5              |
| Suécia - Sverigetopplistan                                 | 2              |

| Tabela musical (2002)          | Posição |
| ------------------------------ | ------- |
| Austrália - ARIA Singles Chart | 89      |
| Bélgica - Ultratop (Flandres)  | 87      |
| Bélgica - Ultratop (Valónia)   | 95      |
| França - SNEP                  | 82      |
| Itália - FIMI                  | 55      |
| Reino Unido - UK Singles Chart | 85      |

| País           | Provedor | Certificação |
| -------------- | -------- | ------------ |
| Austrália      | ARIA     | Ouro         |
| Estados Unidos | RIAA     | Ouro         |
| França         | SNEP     | Ouro         |
| Suécia         | GFL      | Ouro         |
| Reino Unido    | BPI      | Prata        |

## Créditos
Todo o processo de elaboração da canção atribui os seguintes créditos pessoais:
- Britney Spears – vocalista principal, vocais de apoio;
- Max Martin - composição, produção, mistura, guitarra;
- Rami Yacoub - composição, produção, mistura;
- Boss Lady - vocais de apoio;
- Rodney Jerkins - mistura;
- Michel Tucker - engenharia Pro-Tools;
- Daniel Savio  - turntablism.